# شارل درویتر
شارل درویتر (انگلیسی: Charles Deruyter؛ ۲۷ ژانویه ۱۸۹۰ – ۲۴ ژانویهٔ ۱۹۵۵) دوچرخه‌سوار اهل بلژیک بود.